# Molophilus weringerong
Molophilus weringerong là một loài ruồi trong họ Limoniidae. Chúng phân bố ở miền Australasia.